# Sceliomorpha rugosiceps
Sceliomorpha rugosiceps är en stekelart som först beskrevs av Szabó 1956.  Sceliomorpha rugosiceps ingår i släktet Sceliomorpha och familjen Scelionidae. Inga underarter finns listade i Catalogue of Life.